# Полет 5191 на „Комеър“
Полет 5191 на „Комеър“ (отбелязан като полет 5191 на „Делта Кънекшън“ съгласно споразумение за споделяне на кодове с „Делта Еър Лайнс“) е редовен вътрешен пътнически полет летище „Блу Грас“, Лексингтън, Кентъки, до международното летище „Хартсфилд-Джаксън Атланта“, Атланта, Джорджия, Съединените американски щати, управляван от „Комеър“. На 27 август 2006 г. самолетът „Бомбардие CRJ100“, който изпълнява полета, се разбива в земята при опит за излитане от летище „Блу Грас“ на 6,4 км западно от централния бизнес район на град Лексингтън. В инцидента умират 47 пътници и 2 членове на екипажа, докато 1 оцелява.
Разследването установява, че вероятната причина за инцидента е неуспехът на екипажа да използва наличните знаци и помощни средства, за да идентифицира местоположението на самолета по време на рулиране и неуспехът да се направи кръстосана проверка, която да потвърди, че машината е на правилната писта преди излитане. За инцидента допринасят неуместните разговори на екипажа, което довежда до загуба на позиционна осведоменост и невъзможността на Федералната авиационна администрация да изисква всички пресичания на пистата да бъдат разрешени само със специални разрешения от контрола на въздушното движение.
Това е втората най-смъртоносна катастрофа с участието на CRJ100/200 след катастрофата на самолета при полет 5210 на „Чайна Ийстърн Еърлайнс“, който се разбива две години по-рано с 55 жертви. В памет на жертвите, е построен мемориал, който се състои от скулптура от 49 птици от неръждаема стомана в полет над основа от черен гранит.